# Gmina Boguty-Pianki
Die Gmina Boguty-Pianki ist eine Landgemeinde im Powiat Ostrowski der Woiwodschaft Masowien in Polen. Ihr Sitz ist das gleichnamige Dorf.

## Gliederung
Zur Landgemeinde Boguty-Pianki gehören folgende Ortschaften:
Białe-Chorosze
Białe-Figle
Białe-Giezki
Białe-Kwaczoły
Białe-Misztale
Białe-Papieże
Białe-Szczepanowice
Białe-Zieje
Boguty-Augustyny
Boguty Leśne
Boguty-Milczki
Boguty-Pianki
Boguty-Rubiesze
Cietrzewki-Warzyno
Drewnowo-Dmoszki
Drewnowo-Gołyń
Drewnowo-Konarze
Drewnowo-Lipskie
Drewnowo-Ziemaki
Godlewo-Baćki
Godlewo-Łuby
Kamieńczyk Borowy
Kamieńczyk-Pierce
Kamieńczyk-Ryciorki
Kamieńczyk Wielki
Kraszewo-Czarne
Kunin-Zamek
Kutyłowo-Bródki
Kutyłowo-Perysie
Michałowo-Wróble
Murawskie-Czachy
Murawskie-Miazgi
Szpice-Chojnowo
Trynisze-Kuniewo
Trynisze-Moszewo
Tymianki-Adamy
Tymianki-Bucie
Tymianki-Dębosze
Tymianki-Moderki
Tymianki-Okunie
Tymianki-Pachoły
Tymianki-Skóry
Tymianki-Szklarze
Tymianki-Stasie
Zabiele-Pikuły
Zawisty
Zawisty-Króle
Zawisty-Kruki
Zawisty-Piotrowice
Zawisty-Wity
Złotki
Złotki-Przeczki
Złotki-Stara Wieś

## Wirtschaft
Mehrere Medien werfen dem Tomatenzüchter Tomasz Kociszewski, der im Dorf Zawisty-Piotrowice eine Tomatenfarm betreibt, Ausbeutung von Arbeitern vor. Dabei sollen nordkoreanische Arbeiter, vermittelt durch das Pjöngjang-Büro für Gartenbau, unter unmenschlichen Bedingungen hinter dicken Betonmauern eingezäunt in der Farm für einen geringen Lohn Arbeiten, um Devisen für die Demokratische Volksrepublik Korea zu erwirtschaften.